# Port-Royal-des-Champs

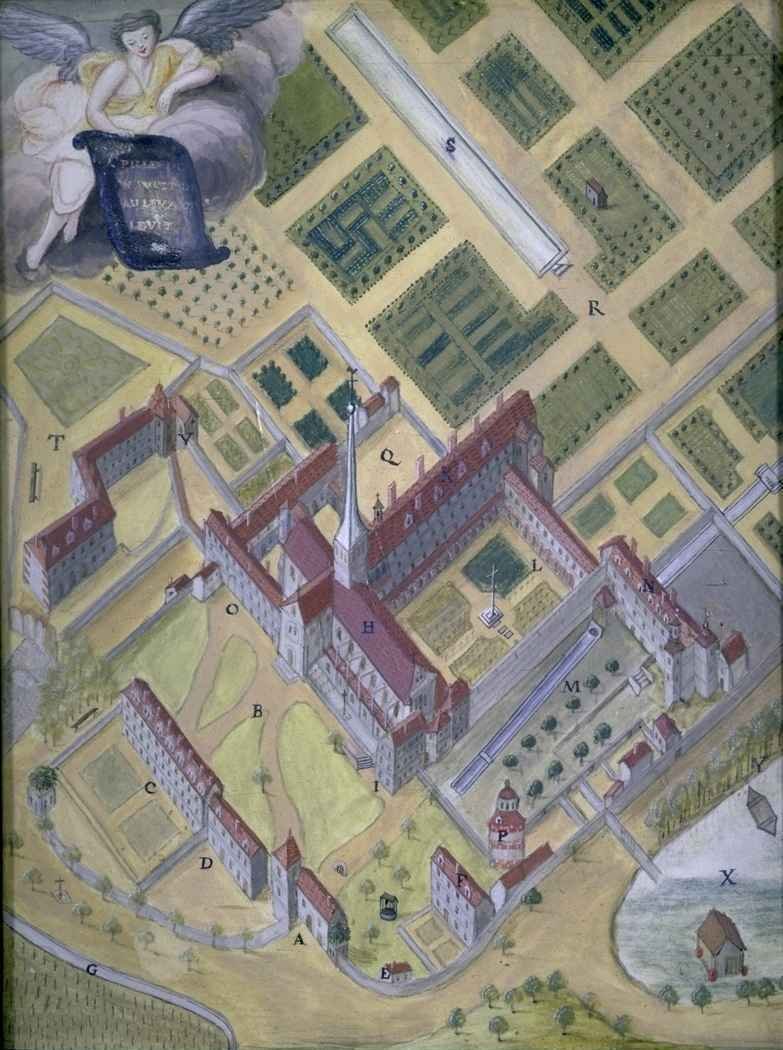

Port-Royal-des-Champs foi um mosteiro cisterciense situado em Magny-les-Hameaux, no Vale de Chevreuse, sudoeste de Paris, que promoveu uma série de desenvolvimentos culturais historicamente relevantes, nomeadamente no que toca à discussão do jansenismo criando aí, no seu interior, um movimento que o favorecia.